# Un anno nella vita
Un anno nella vita (A Year in the Life) è una serie televisiva statunitense in 22 episodi trasmessi per la prima volta nel corso di una sola stagione dal 1987 al 1988.
La serie iniziò come una miniserie in tre parti trasmesse nel dicembre del 1986. La miniserie segue i vari membri della famiglia Gardner di Seattle nel corso di un anno. Il grande evento di quell'anno è la morte improvvisa e inaspettata della moglie e madre Ruth Gardner. Dopo il successo della miniserie, la NBC decise di lanciare una serie con episodi della durata di un'ora.

## Trama
Joe Gardner è il proprietario di un business di successo nel campo delle materie plastiche e padre di quattro figli adulti. I figli sono la due volte divorziata Anna, tornata a casa con i suoi due figli adolescenti; Lindley, sposata con Jim e madre di una neonata; Jack, pecora nera della famiglia, e il più giovane, Sam, sposato con lo spirito libero Kay. La serie andò in onda per una stagione completa, ma non fu rinnovata per una seconda stagione.

## Personaggi
- Joe Gardner (22 episodi, 1987-1988), interpretato da Richard Kiley (vinse un Emmy Award e un Golden Globe nel 1988 per questo ruolo).
È il padre vedovo della famiglia. Gestisce una piccola impresa nel campo della produzione della plastica a Seattle.
- David Sisk (22 episodi, 1987-1988), interpretato da Trey Ames.
È il figlio di Anne nato dal suo primo matrimonio.
- Jim Eisenberg (22 episodi, 1987-1988), interpretato da	Adam Arkin.
È il marito di Lindley.
- Lindley Gardner Eisenberg (22 episodi, 1987-1988), interpretato da Jayne Atkinson.
È una figlia di Joe, lavora con il padre.
- Sam Gardner (22 episodi, 1987-1988), interpretato da David Oliver.
Altro figlio di Joe, lavora con il padre.
- Kay Ericson Gardner (22 episodi, 1987-1988), interpretata da Sarah Jessica Parker.
È la moglie di Sam.
- Sunny Sisk (22 episodi, 1987-1988), interpretata da Amanda Peterson.
È la figlia di Anne nata dal suo secondo matrimonio.
- Anne Gardner Maxwell (22 episodi, 1987-1988), interpretata da	Wendy Phillips.
È la figlia maggiore di Joe.
- Jack Gardner (22 episodi, 1987-1988), interpretato da Morgan Stevens.
Altro figlio di Joe.
- Billy (3 episodi, 1987-1988), interpretato da Brian Benben.
- Jeff (3 episodi, 1987), interpretato da Jeff Kizer.
- Diane (2 episodi, 1987-1988), interpretato da Patch Mackenzie.
- Joanne (2 episodi, 1987), interpretata da Janet Carroll.
- Pam (2 episodi, 1987), interpretata da	Paula Irvine.
- Gus (2 episodi, 1987), interpretato da	Jay Underwood.
- Ross (2 episodi, 1988), interpretato da Thomas F. Duffy.

## Produzione
La serie fu ideata da Joshua Brand e John Falsey e girata a Edmonds e a Seattle. Le musiche furono composte da David McHugh.

### Registi
Tra i registi della serie sono accreditati:
- Michael Ray Rhodes (3 episodi, 1987-1988)
- Helaine Head (2 episodi, 1987-1988)
- Michael Toshiyuki Uno (2 episodi, 1987)
- Gabrielle Beaumont (2 episodi, 1988)
- Mimi Leder (2 episodi, 1988)
- Stephen Cragg
- Arthur Allan Seidelman

## Distribuzione
La serie fu trasmessa negli Stati Uniti dal 1987 al 1988 sulla rete televisiva NBC. In Italia è stata trasmessa su Rai 1 nella stagione 1990-1991 con il titolo Un anno nella vita.
Alcune delle uscite internazionali sono state:
- negli Stati Uniti il 24 agosto 1987 (A Year in the Life)
- in Spagna (Un año en la vida)
- in Italia (Un anno nella vita)

## Episodi
| Stagione       | Episodi | Prima TV USA |
| -------------- | ------- | ------------ |
| Prima stagione | 22      | 1987-1988    |